# Alphonzo Bell
Pour les articles homonymes, voir Bell.
Alphonzo Edward Bell Sr. (né le 29 septembre 1875 à Los Angeles – décédé le 27 décembre 1947) est un milliardaire américain du pétrole, promoteur immobilier, et champion de tennis. Le Los Angeles residential community of Bel-Air porte son nom.
Double médaillé aux Jeux olympiques d'été de 1904 à Saint-Louis (Missouri), il remporta la médaille de bronze en simple, et la médaille d'argent en double avec Robert LeRoy.

## Biographie
Bell a été diplômé de l'Occidental College en 1895. Il a toujours résidé à Los Angeles et est issu d'une famille ayant de profonds liens financiers et historiques avec l'État. Il est le fils de James George Bell, qui a créé la station de Bell Ranch (maintenant le site de la Ville de Bell), dans la région de Santa Fe Springs, en 1875. Son oncle, Ed Hollenbeck, est arrivé en Californie dans les années 1850, fondé la First National Bank, a créé un système de transport public et a développé des parties de l'est du comté de Los Angeles.
Au début des années 1920, Bell a conclu avec le secteur pétrolier de son père, la création de Bell Petroleum Co. Il a utilisé son premier bénéfice pour développer l'immobilier des collectivités de l'Ouest de Los Angeles, y compris des parties de Westwood, Beverly Hills, et Pacific Palisades. Il devint un visionnaire, promoteur immobilier, en anticipant l'arrivée de Hollywood et d'autres riches habitants qui seraient attirés par l'essor de l'industrie cinématographique. En 1922, en utilisant plus de 600 km2 qu'il avait acquis, Bell fonda le quartier de Bel Air comme un quartier exclusif et haut de gamme, renforçant la zone environnante avec une végétation luxuriante, de nouvelles routes, des services publics et un country club.
Son fils, Alphonzo E. Bell, Jr., un membre du congrès californien.

## Palmarès (partiel)

### Titre en simple messieurs
| No | Date | Nom et lieu du tournoi                           | Catégorie | Surface | Finaliste        | Score          |  |
| -- | ---- | ------------------------------------------------ | --------- | ------- | ---------------- | -------------- |  |
| 1  | 1903 | Tournoi de tennis de la côte Pacifique, Berkeley |           | NC      | Louis R. Freeman | 6-3, 7-5, 11-9 |  |

### Finales en simple messieurs
| No | Date | Nom et lieu du tournoi                           | Catégorie | Surface | Vainqueur         | Score                |  |
| -- | ---- | ------------------------------------------------ | --------- | ------- | ----------------- | -------------------- |  |
| 1  | 1901 | Tournoi de tennis de la côte Pacifique, Berkeley |           | NC      | George F. Whitney | 4-6, 6-1, 6-2, 7-5   |  |
| 2  | 1904 | Tournoi de tennis de la côte Pacifique, Berkeley |           | NC      | John D. MacGavin  | 6-2, 6-3, 3-6, 15-13 |  |

### Finale en double messieurs
| No | Date       | Nom et lieu du tournoi         | Catégorie     | Surface      | Vainqueurs                   | Partenaire   | Score         |          |
| -- | ---------- | ------------------------------ | ------------- | ------------ | ---------------------------- | ------------ | ------------- | -------- |
| 1  | 29-08-1904 | Jeux olympiques d'été St Louis | J. olympiques | Terre (ext.) | Beals Wright · Edgar Leonard | Robert LeRoy | 6-4, 6-4, 6-2 | Parcours |